# TaylorMade
TaylorMade-Adidas Golf Company med högkvarter i Carlsbad, Kalifornien, USA, är ett företag som tillverkar golfutrustning. Företaget är numera ägt av den tyska Adidas-gruppen. 
TaylorMade grundades 1997 av Gary Adams som uppfann den moderna träklubban gjord av metall. TaylorMade köptes av Adidas 1999. TaylorMade gör både bollar och klubbor men har fokus på drivers. Företaget är ett av de största på denna marknad.

## Tourspelare
- Rory McIlroy
- Tiger Woods
- Justin Rose
- Dustin Johnson
- Martin Kaymer
- Jason Day
- J. B. Holmes
- Carl Pettersson
- Xander Schauffele
- Robert Karlsson
- Robert Allenby
- Darren Clarke
- Martin Laird
- Lucas Glover
- Robert Garrigus
- Ryan Palmer
- Brendon Todd
- Bo Van Pelt
- Jeff Overton
- Sean O'Hair
- Ryan Moore
- Camilo Villegas
- D. A. Points
- John Senden
- Brian Harmon
- Justin Leonard
- Trevor Immelman
- Retief Goosen
- Jim Herman

Källa: 